# Vrouwenpolder
Vrouwenpolder (en zélandais, Den Polder) est un village néerlandais de la commune de Veere. Situé sur la presqu'île de Walcheren, le village est situé à 9 km au nord de Middelbourg. Il est relié à l'île de Noord-Beveland par le barrage du Veerse Gatdam.
Vrouwenpolder était une commune autonome jusqu'en 1966, année de son rattachement à Veere.
Au 1er janvier 2005, le village comptait 1109 habitants. La surface construite représentait 0,21 km² pour 351 habitations.
Les atouts de Vrouwenpolder sont la plage sur la mer du Nord et le parc naturel d'Oranjezon.
Le village est relativement récent, par rapport aux autres villages de Walcheren. Au XIVe siècle, la zone a été poldérisée et une chapelle a été consacrée à la vierge Marie (Onze-Lieve-Vrouw, Notre-Dame), d'où le nom Vrouwenpolder, le polder de la Dame. En 1588, un fort a été construit pour protéger le Veerse Gat. Lors de l'expédition anglaise de 1809, le village et le fort sont détruits pas les soldats britanniques.